# Andrea Barzagli
Andrea Barzagli, Ufficiale OMRI (pronunție în italiană [anˈdrɛa barˈdzaʎʎi]; n. 8 mai 1981, Fiesole, Toscana, Italia) este un fotbalist italian retras din activitate care a jucat pentru Juventus Torino. Este recunoscut pentru forță și plasament.

## Meciuri la națională
| Italia | Italia  | Italia |
| An     | Meciuri | Goluri |
| ------ | ------- | ------ |
| 2004   | 1       | 0      |
| 2005   | 6       | 0      |
| 2006   | 6       | 0      |
| 2007   | 6       | 0      |
| 2008   | 6       | 0      |
| 2009   | -       | -      |
| 2010   | -       | -      |
| 2011   | 2       | 0      |
| 2012   | 11      | 0      |
| 2013   | 8       | 0      |
| 2014   | 4       | 0      |
| 2015   | 4       | 0      |
| 2016   | 11      | 0      |
| 2017   | 8       | 0      |
| Total  | 73      | 0      |

## Titluri

### Club
Ascoli
- Supercoppa di Lega di Prima Divisione: 2001–02

Wolfsburg
- Bundesliga: 2008–09

Juventus
- Serie A: 2011–12, 2012–13, 2013–14
- Supercoppa Italiana: 2012, 2013

### Internațional
Italia
- Campionatul Mondial de Fotbal: 2006
- Campionatul European de Fotbal sub 21: 2004